# Demolizione 2
Demolizione 2 è un mixtape in doppio CD pubblicato nel 2002 dalla Porzione Massiccia Crew (PMC), gruppo hip hop bolognese. Il disco contiene tracce degli artisti legati al collettivo PMC ed un certo numero di canzoni di artisti americani ed europei.

## Tracce
CD1
1. Shablo - Intro - 1'14"
2. Inoki - Dimmi se 6 ok - 4'46"
3. Joe Cassano - Teach'em Right - 1'13"
4. Camelz Finnezza Click - Reakky din't give a fuck - 2'14"
5. Rischio - Mondodroga megamix - 1'30"
6. Inoki - Since 95 - 2'01"
7. Nest - Cielo d'Africa - 1'31"
8. 113 & Mbs - Rap de Maghrebin - 1'20"
9. Extince - Dutch Touch - 2'36"
10. Arab - French Megamix - 0'41"
11. Lunatic - Strasse et paillettes - 2'35"
12. Booba - Reapose en paix - 2'35"
13. Idali - Evitez - 1'37"
14. Issam Lamaislam - Storie di quartieri - 2'22"
15. Nunzio - Eterna sfida - 1'13"
16. Mazzini Maghreb - Il click - 2'09"
17. Johnny Pate - The look of love - 1'25"
18. Claudia Barry - Love for the sake of love - 0'54"
19. Brian Bennet - Investigator - 1'40"
20. Joe Thomas - Polarizer - 1'30"
21. Donny Hataway - Little ghetto boy - 2'14"
22. Fms All Star - Summer Lainz - 5'45"

CD2
1. DJ Jay Kay - Next Level Intro - 1'35"
2. Inoki - Freddo come il ghiaccio - 2'46"
3. Nest - Via d'uscita - 1'22"
4. Lord Finesse - Check the method - 1'41"
5. Show & A.G. - Add on - 1'06"
6. Nas - Represent - 1'53"
7. Smith n' Wessun - Bucktown - 1'03"
8. Group Home - Superstar - 0'48"
9. Raekwon - Can it be so simple rmx - 1'11"
10. Gora feat. Issam, Nest - In schiallah - 3'18"
11. Inoki - Demolizione pt.2 - 2'16"
12. Defari - interlude - 1'35"
13. ... - 2'10"
14. Tragedy Khadafi - What's good - 2'00"
15. Black Moon - High times - 1'22"
16. Talib Kweli - Africa dream - 1'22"
17. Hitek feat. Mainflow - Suddenly - 3'36"
18. DJ Jay K live cutz 2002 Shezan Il Ragio - Giorni di bat - 1'27"
19. Tagadà  no' chalance - Zucchero filato - 3'22"
20. Gianni K.G. - Il volto del momento - 3'33"
21. Joe Cassano - Metropoli di sangue - 3'27"